# Неделимая вещь
Неделимая вещь — объект вещного права; вещь, раздел которой невозможен без изменения её назначения.
Физически не существует неделимых вещей. Однако, любая вещь в процессе раздела может сохранять, или не сохранять своё первоначальное назначение. Так, к примеру, автомобиль можно физически разделить на двигатель, кузов и другие детали, однако после этого каждая отдельно взятая деталь не сможет исполнять первоначальное назначение автомобиля, как транспортного средства.
Неделимость вещи не играет существенного значения до тех пор, пока не возникает необходимость её раздела. Необходимость раздела неделимой вещи может возникнуть в связи с требованием одного из участников общей долевой собственности о выделе его доли в натуре, либо одного из участников совместной собственности об определении доли и последующем выделе в натуре.
Так, лица унаследовавшие автомобиль, вправе заявить о своем праве выдела доли, но раздел автомобиля, как неделимой вещи, невозможен. Также, требовать выдела доли могут требовать супруги при разводе, приобретшие автомобиль в браке.
В подобных случаях, неделимая вещь, как правило, переходит к одному (или нескольким) участникам общей собственности, а другой (другие) участники общей собственности получают денежную или иную компенсацию, соответствующую размеру его (их) доли. Если между участниками общей собственности не удается достичь соглашения о разделе имущества, вопрос о разделе разрешается судом. При этом суд может обязать одного или нескольких участников общей собственности, к которому (которым) переходит неделимая вещь, выплатить компенсацию другому участнику (участникам).

## Земельный участок, как неделимая вещь
Делимость земельного участка напрямую зависит от целей его использования. В одних случаях земельный участок признается делимой вещью, в других — неделимой.
Делимым является земельный участок, который может быть разделен на части, каждая из которых после раздела образует самостоятельный земельный участок, разрешенное использование которого может осуществляться без перевода его в состав земель иной категории, за исключением случаев, установленных федеральными законами. Таким образом, земельное законодательство допускает только такое деление земельного участка, в результате которого образуется новый земельный участок, то есть иной объект гражданского права.
Кроме того, законодательством может быть определен минимальный размер земельного участка определенной категории и цели использования.

## Акция, как неделимая вещь
Согласно ст. 144 ГК РФ акция является  бездокументарной ценной бумагой и, следовательно в соответствие со ст. 128 ГК РФ (в новой редакции 2013 года) признается иным имуществом. В то же время, владение акцией порождает обязательственные, а не вещные права: владелец акции становится акционером общества, эмитировавшего соответствующую акцию. В случае, когда совладельцами акции становятся несколько лиц, возникает правовая неопределенность, в частности, выражающаяся в том: кто из участников совместной собственности считается акционером. А при требовании выдела доли участника общей собственности в натуре возникает проблема раздела акции.